# Oswestry
Koordinaten: 52° 52′ N, 3° 3′ W
Oswestry (walis. Croesoswallt) ist eine Marktstadt in der Grafschaft Shropshire in den West Midlands in England. Sie liegt zwischen bewaldeten Hügeln in einem malerischen Umfeld und zählte 2011 eine Bevölkerung von etwa 17.100 Einwohnern. Ihre Nähe zu Wales macht sich auch in der Sprache sowie in den Straßennamen und Ortsnamen bemerkbar. Sehenswerte Städte in der Umgebung sind Shrewsbury, Llangollen und Welshpool.

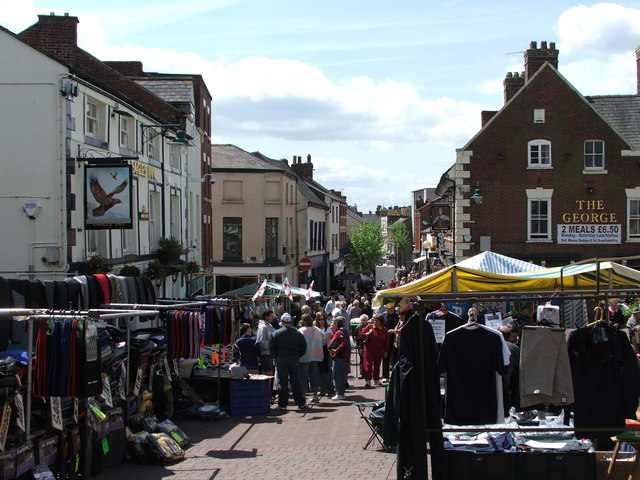
Der Marktplatz

## Geschichte
Etwa eineinhalb Kilometer von der heutigen Stadt liegt Old Oswestry, eine Wallburg aus der frühen Eisenzeit. Die Siedlungsgeschichte des Ortes dürfte somit etwa 800 v. Chr. eingesetzt haben. Es gibt verschiedene unbefriedigende Berichte über die frühe Geschichte von Oswestry. So soll es von den Britonen Trer Cadeirau genannt worden und von Osweiling nach dem im 5. Jahrhundert lebenden Cunedda Wledig, Fürst von Nordwales, seinem Sohn Osweil geschenkt worden sein. Es wird angenommen, dass der Ort seinen Namen nach König Oswald von Northumbria erhielt, der im Jahr 642 wahrscheinlich in der Nähe von Oswestry eine Schlacht gegen König Penda von Mercia ausfocht und dabei sein Leben verlor.
Das Domesday Book (1086) erwähnt, dass Rainald, Sheriff von Shropshire, in Oswestry eine Burg, Castelle Luvre (Oswestry Castle) errichten ließ. Dies ist das erste urkundliche Zeugnis für die Existenz einer Burg in der Stadt. Während der Regierung Heinrichs I. fiel die Baronie Oswestry an den bretonischen Ritter Alan fitz Flaad († nach 1121) und sie blieb im Besitz von dessen Familie bis zum Tod von Henry FitzAlan, 19. Earl of Arundel, der 1580 ohne männlichen Erben starb. Aufgrund ihrer Grenzlage war die Stadt im Mittelalter häufig Kampfplatz zwischen Engländern und Walisern und wurde zweimal niedergebrannt.
Die erste Charta der Stadt, die in einer Abschrift erhalten ist, wurde 1262 von John FitzAlan, 7. Earl of Arundel ausgestellt und gewährte den Bürgern Autonomie. Richard II. genehmigte der Stadt 1398 alle Privilegien, die Shrewsbury genoss. Ähnliche Rechte räumte Thomas FitzAlan, 12. Earl of Arundel 1407 ein. 1582 wurde Oswestry durch Königin Elisabeth I. inkorporiert und unter die Verwaltung von zwei Bailiffs und einem aus 24 Bürgern bestehenden Stadtrat gestellt. Jakob I. bestätigte 1616 diese Gemeindeordnung. Laut der von Karl II. 1672 für Oswestry erlassenen Verfassung stand nun ein Mayor an der Spitze der Administration, der von zwölf Aldermen (Ratsherren) und 15 Stadträten unterstützt wurde. Diese Zusammensetzung der Stadtregierung blieb bis zum Municipal Corporations Act von 1835 bestehen.
1228 erhielt John FitzAlan, 6. Earl of Arundel das Recht, jeden Montag (anstelle des bisherigen Donnerstag) einen Markttag in Oswestry abzuhalten. Der Besitzer der Grundherrschaft Oswestry besaß die Marktrechte bis 1819, als der Earl of Powis sie an die Stadt verkaufte. Im 15. und 16. Jahrhundert fand in Oswestry wöchentlich ein Markttag für den Absatz von in Nordwales hergestellten Wollwaren statt. Die Tuchhändler von Shrewsbury beschlossen im 17. Jahrhundert, die Güter in ihrer eigenen Stadt zu verkaufen; und obwohl der Privy Council anordnete, den Handel ausschließlich Oswestry vorzubehalten, vereinbarten sie 1621, dort keine Stoffe mehr zu erwerben. Während des englischen Bürgerkriegs wurde Oswestry 1642 von Soldaten König Karls I. besetzt, aber am 22. Juni 1644 von Parlamentstruppen nach kurzer Belagerung erobert.

## Sehenswürdigkeiten und Wirtschaft
Auch heute wird Oswestry als historische Marktstadt bezeichnet. Die erste Schule, Oswestry School, wurde 1407 gegründet. Sie ist noch heute ein bekanntes Internat für Jungen und Mädchen. Im früheren Schulgebäude aus dem 15. Jahrhundert befindet sich heute der Visitor and Exhibition Centre. Der Bahnhof wurde 1966 für den Personenverkehr sowie 1971 für den Güterverkehr geschlossen und zum heutigen Cambrian Visitor Centre umgebaut. Zu den zahlreichen historischen Gebäuden zählen neben dem alten Schulgebäude der ehemaligen Grammar School auch zahlreiche Burgen und Schlösser oder deren Überreste, auch im Umland, sowie Gärten, Parks und Museen. Die erstmals 1085 im Domesday Book erwähnte Kirche St. Oswald besitzt einen aus dem späten 12. oder frühen 13. Jahrhundert datierenden Turm sowie vor allem aus dem 17. und 19. Jahrhundert stammende Anbauten.
Heute gilt Oswestry als dynamische Kleinstadt, die vor allem durch Tourismus und Handel lebt. Es gibt auch einen großen Viehmarkt und Leichtindustrie.

## Sport
The New Saints FC, der größte Fußballclub der Stadt, nimmt eine Sonderstellung im britischen Fußball ein. Als einziger englischer Verein gehört er der Football Association of Wales an und konnte mehrere walisische Meistertitel gewinnen.

## Persönlichkeiten
- Henry Walford Davies (1869–1941), Komponist
- Ian Hunter (* 1939), Rocksänger
- Alexander Macmillan, 2. Earl of Stockton (* 1943), Politiker
- Wilfred Owen (1893–1918), Dichter
- Reginald Watson-Jones (1902–1972), Chirurg
- Ian Woosnam (* 1958), Golfspieler